# 依田駅 (北海道)

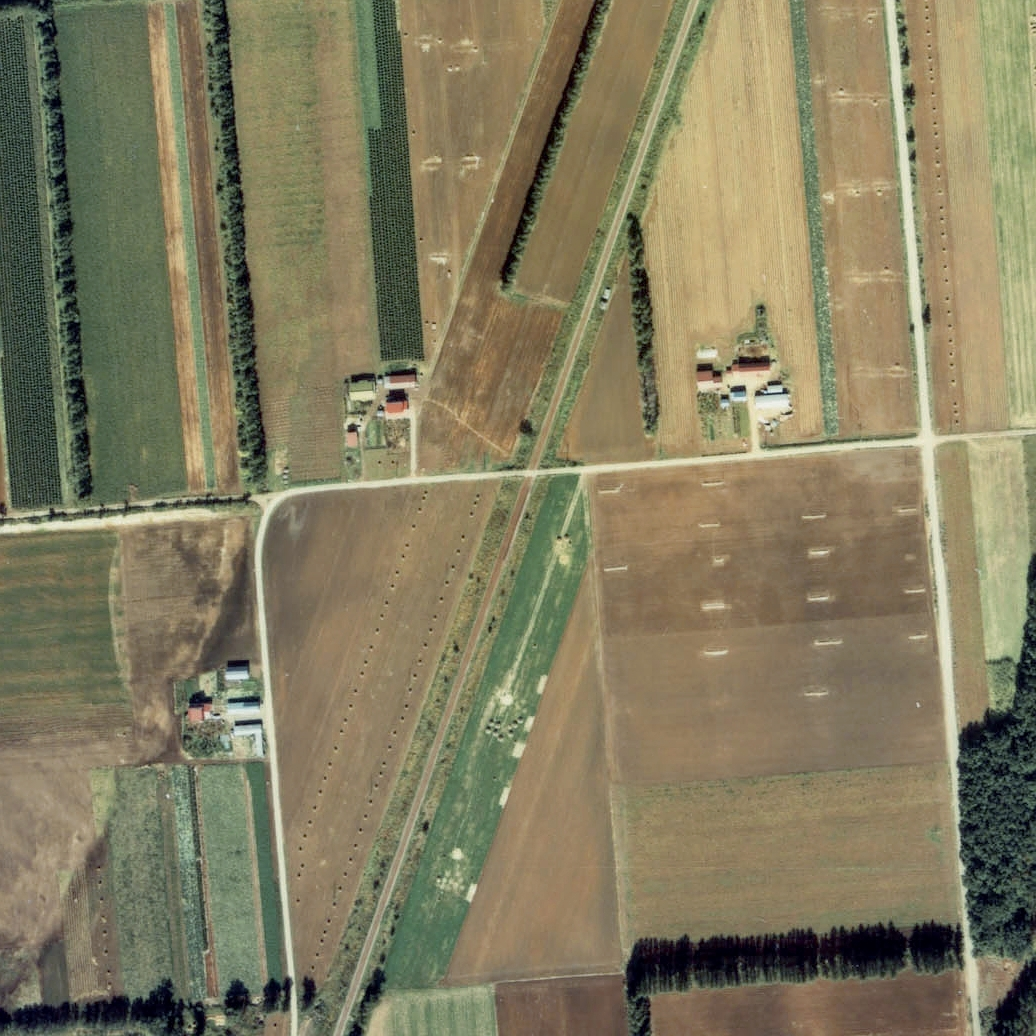
1977年の依田駅と周囲約500m範囲。下が広尾方面。帯広駅から真っ直ぐ札内川を渡ると、ほぼ90°に近いカーブを描いて、南南西へと向かう。駅の周囲は平坦な畑作地帯で、農家が点在する。北側に南八線の踏切があり、待合室は見当たらない。

依田駅（よだえき）は、北海道（十勝支庁）中川郡幕別町字依田にかつて設置されていた、日本国有鉄道（国鉄）広尾線の駅（廃駅）である。事務管理コードは▲111501。

## 歴史
地元の要望・費用負担によって設置された請願駅であった。
- 1957年（昭和32年）12月25日 - 国有鉄道広尾線の依田駅として開業[3][広報 1]。旅客のみ取り扱い[1]。
- 1987年（昭和62年）2月2日 - 広尾線の全線廃止に伴い、廃駅となる[広報 1]。
  - 廃止時点で一部の普通列車は通過していた（1986年（昭和61年）11月1日改定の時刻（廃止時の時刻表）で、朝一番の下り列車、及び最終の上り列車[4]）。

### 駅名の由来
所在地名より。明治期に当地を開拓した晩成社のリーダー、依田勉三の名字に由来する。

## 駅構造
廃止時点で、1面1線の単式ホームを有する地上駅であった。ホームは、線路の東側（広尾方面に向かって左手側）に存在した。また、転轍機を持たない棒線駅となっていた。
開業時からの無人駅で、駅舎及び待合所は存在しなかった。上屋などもなかったが、ベンチのみ設置されていた。

## 利用状況
1981年度（昭和56年度）の1日当たりの乗降客数は3人。

## 駅周辺
周囲は畑作地帯である。
- 北海道道151号幕別帯広芽室線
- 北海道道238号更別幕別線[5]
- 札内川[5] - 駅の右手側[3]。

## バス路線
十勝バスが運行する代替バスは道路事情の関係で帯広 - 依田 - 北愛国 - 愛国の別系統が設定されたが、路線統合を経て2003年（平成15年）9月をもって廃止されている。現在は一般客も乗車できるスクールバスが「依田近隣センター前」に停車する。

## 駅跡
現在、駅跡地に遺構は残っておらず、畑と化している。

## 隣の駅
日本国有鉄道
広尾線
帯広駅 - 依田駅 - 北愛国駅

### 広報
1. 1 2 3 4  幕別町 (March 1987). 広報まくべつ昭和62年3月 No.422 (pdf) (Report). p. 10.